# Vicky Shell
{{Ficha de persona
|nombre          = Vicky Shell
|imagen          =
|tamaño de imagen          = 180px
|nombre de nacimiento     = Belkis Arias
|fecha de nacimiento      = 14 de junio de 1967 (58 años)
|lugar de nacimiento          =  Santo Domingo, República Dominicana
|ocupación       = Cantante, compositora, pedagoga
|alias           = Vicky Shell
|género          = Latín, tropical, salsa, merengue, contemporáneo
Vicky Shell es una cantante y compositora dominicana.

## Carreras
Vicky Shell comenzó al principio con bandas locales y con el tiempo ella fue líder de su propia banda. Independiente grabó su primer álbum. En 1988 comienza sus estudios musicales en el Bronx Community College, donde ella tomó diversos créditos en la música. Ella continuó sus estudios en la universidad de City College de Nueva York y se graduó con una Licenciatura en Ciencias de la educación.
Con el tiempo se convirtió en una profesora de escuelas públicas en Nueva York, ya que ella ya había terminado uno de sus objetivos de ser su pasión en su vida de ejercer la pedagogía. Ella finalmente decidió seguir su corazón esforzándose hacia su otra pasión que es la música. Con la industria de la música de ser unas de las carreras más difíciles de competir, supera en ella asumiendo el reto y grabó su segundo álbum tropical como artista música independiente|independiente]] de su propia inspiración en la que fue bien recibido en el mundo.
Vicky Shell lanzó su álbum ¡Salsa con Pimienta! Ella ha sido reconocida por sus magníficas interpretaciones de los famosos temas Como, Hombre de Hierro, "Como una Sombra", "Mueva Las Maracas", "Hombre de   Hierro", "La Música Latina". Y entre otros ritmos en que estas canciones siguen el género tropical contemporáneo en el estilo del mundo de la salsa, rumba, bolero son y la salsa romántica, y descarga. Estrellas de la Fania All-Stars como Héctor Bomberito-Zarzuela,   trompetista;Productor Musical Ray Santos arreglista, ganador de varios premios Grammy. Y Papo Pepín, percusionista. Colaboraron en varias de las canciones de este álbum Vicky Shell ¡Salsa con Pimienta!
Durante los años de cantar estos ritmos latinos contemporáneos Vicky Shell es nombrada La Pionera Dama de La Salsa Dominicana debido a su plena y amplio espectro en el ámbito y en el desarrollo de la salsa y movimiento como mujer durante el tiempo cuando otros ritmos latinos dominaban la industria musical en la República Dominicana Vicky Shell es la primera mujer que empezó la revolución del movimiento salsero en la República Dominicana. En su aparición al público con su banda tocando su maraca que se atrevía a hacer algo para innovar y con un gran dominio escénico de atraer la conciencia del espectáculo con recursos no muy comunes. Con el paso del tiempo, Vicky Shell ha recibido numerosos premios locales, placas de reconocimientos de trayectoria en la República Dominicana, Ecuador, Venezuela y los Estados Unidos. Es un miembro votante de la Academia de Grabación de los Latin Grammy y los Grammy.
El álbum discográfico llamado Vicky Shell Tropicalísima estilo en género tropical contemporáneo ha sido conocido por sus calientes temas rítmicos como "Te esperaré" , "La ladrona" , "El morenito" , "Quédate" ,"No digas no," y "El   meneíto" En mi amor mando yo. En este álbum el compositor de música Ramón Orlando colaboró en algunas de las canciones. Aunque esta multifacética artista es conocida por cantar salsa, también ha disfrutado cantar el candente ritmo de merengue tropical porque es el género predominante en la República Dominicana.
Vicky Shell Olé es el nombre del sencillo con la canción Guaguancó Español compuesto por unos de los compositores de todos los tiempos Tite Curet Alonso Guaguancó Español fue compuesto 30 años atrás ya que nunca antes fue grabada. Durante ese tiempo la música fue arreglada por Dionis Fernández en el 1979. La cantante a quien el arreglo musical fue hecho no logró grabarla. Y se la ofreció ya por la admiración que veía en la forma como Vicky Shell interpreta esos géneros Vicky tomó la oferta de producir el tema escrito para el país de España y se realizó en el 2012 en sencillo con un estilo flamenco alternativo tropical moderno. Después de unos años de ausencias Vicky Shell regresa en el año 2017 con un video musical en un corte de difusión llamado "La Música Latina," en representación a todos los países latinos. El álbum (Vicky Shell Caribbean!) es un relanzamiento en el año 2017-2018. Es un popurrí de canciones tropicales caribeñas en donde en su mayoría son canciones originales. El Sencillo grabado en el año 2019. Llamado El Nazareno es un tema llamado El Nazareno es una grabación cover con unos sabores modernos tropicales estilo reguetón y los sonidos instrumentales de esta época, pero sin perder la identidad de la grabación original y con el color del sonero mayor Ismael Rivera Vicky Shell en una entrevista de radio mencionó que siempre quiso grabarle a Jesús Cristo una salsa en donde Jesús Cristo de Nazaret fuera mencionado con gran relevancia.

## Primeros años
Vicky Shell (nacida el 14 de junio de 1967 en Santo Domingo República Dominicana); con el nombre Belkis Arias conocida por su nombre artístico Vicky Shell.
Llegó a los Estados Unidos a la edad de 9 años y residía desde entonces. Se crio en un ambiente donde los ritmos latinos tropicales fueron bien recibidos. Esta atmósfera influenció su agradecimiento por el arte. A pesar de muchas dificultades tales como hogares inestables continuó prevaleciendo. Ella comenzó su carrera musical con grupos locales y siguió dirigiendo su propia orquesta. Con su orquesta Vicky Shell, que ha actuado en numerosos lugares alrededor del mundo. Vicky Shell es una cantante dominicana que ha establecido el precedente para ser la primera mujer cantante de salsa en la República Dominicana. Con una producción completa de salsa y ritmo jazz latino. Ella es conocida como una mujer polifacética de nuestros ritmos latinos tropicales y además entre otros géneros de la industria.

## Discografía
| "Álbum "Vicky Shell ¡Salsa Con Pimienta!"   |
| Como una sombra                             |
| La Música Latina                            |
| Mueve las maracas (Salsa Rhumba Latin Jazz) |
| Hombre de hierro                            |
| "Álbum "Vicky Shell Tropicalísima"          |
| Te esperaré                                 |
| El morenito                                 |
| Quédate (Merengue)                          |
| El meneíto                                  |
| "Sencillo / Single "Vicky Shell Olé!"       |
| Guaguancó Español                           |
| ”La Música Latina / Single / Vicky Shell    |
| ”Álbum Vicky Shell Caribbean”               |
| "Sencillo / El Nazareno / Vicky Shell       |